# Acidente aéreo do Cessna 551 no Báltico
Em 4 de setembro de 2022, um avião particular, modelo Cessna 551, registrado na Áustria estava previsto voar de Jerez, Espanha para Colónia, Alemanha. Entretanto durante o vôo, o avião mudou o seu rumo em direção ao Mar Báltico, chamando a atenção da OTAN, que enviou caças para acompanhar a aeronave.
Conforme a declaração dos pilotos dos caças que acompanharam o avião, não foi possível ver ninguém na cabine da aeronave. Controladores de trafégo aéreo tentaram se comunicar com os pilotos, entretanto não conseguiram se comunicar com ninguém do jato. 

## Buscas e resgate
Buscas estão sendo realizadas por países-membro da OTAN, porém as expectativas da localização de destroços da aeronave, são muito baixas, segundo o líder do grupo de salvamento.